# Karin Roßley

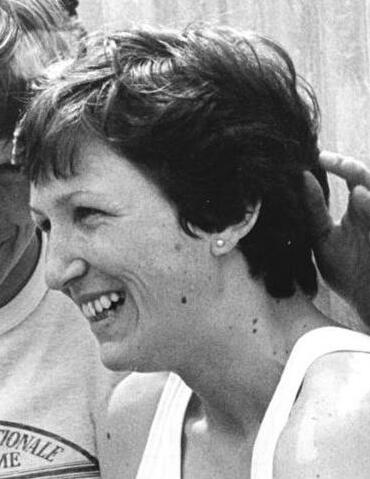
Karin Roßley, 1980

Karin Roßley, geb. Regel, jetzt verheiratet Pessier (* 5. April 1957 in Cottbus), ist eine deutsche Leichtathletin, die – für die DDR startend – in den 1970er Jahren im 400-Meter-Hürdenlauf erfolgreich war. 
1977 stellte Roßley in 55,63 s erstmals einen Weltrekord über die lange Hürdenstrecke auf. 1978 wurde sie Zweite bei den DDR-Meisterschaften hinter Anita Weiß. Bei den Europameisterschaften 1978 in Prag wurde der 400-Meter-Hürdenlauf erstmals bei großen Meisterschaften ausgetragen. Tatjana Selenzowa aus der Sowjetunion gewann mit neuem Weltrekord von 54,89 s vor Silvia Hollmann in 55,14 s und Roßley mit neuem DDR-Rekord von 55,36 s. 1980 verbesserte sie den Weltrekord ein zweites Mal, am 18. Mai lief sie in Jena 54,28 s.
Karin Roßley gehörte dem Sportverein SC Cottbus an. In ihrer Wettkampfzeit war sie 1,68 m groß und 59 kg schwer.